# Stalingrad (album, Accept)
Stalingrad je třinácté studiové album německé heavymetalové skupiny Accept. Album vyšlo 6. dubna 2012 u vydavatelství Nuclear Blast Records. Producentem alba je Andy Sneap, který produkoval i předchozí album této skupiny Blood of the Nations.

## Seznam skladeb
1. „Hung, Drawn and Quartered“ – 4:35
2. „Stalingrad“ – 5:59
3. „Hellfire“ – 6:07
4. „Flash to Bang Time“ – 4:06
5. „Shadow Soldiers“ – 5:47
6. „Revolution“ – 4:08
7. „Against the World“ – 3:36
8. „Twist of Fate“ – 5:30
9. „The Quick and the Dead“ – 4:25
10. „Never Forget“ (bonusová skladba)
11. „The Galley“ – 7:21

## Sestava
- Mark Tornillo – zpěv
- Wolf Hoffmann – kytara
- Herman Frank – kytara
- Peter Baltes – baskytara
- Stefan Schwarzmann – bicí